# Champel
Champel é um quarteirão da cidade de Genebra no  cantão do mesmo nome, Suíça. Caracterizado pelo seus inúmeros espaços verdes que envolvem apartamentos de luxo, é uma zona chique que se encontra situada perto do Centre-Ville

## Parque Bertrand
O parque Bertrand é um dos maiores parques públicos da Ville de Genève. Este parque que foi criado no século XVII tem 110 823 m² foi uma oferta à cidade de Mme Alfred, viúva do fotógrafo genebrino Alfred Bertrand. Em 1940, tanto o domínio como a propriedade são doados à cidade e o edifício será transformado em escola, a Escola Bertrand. Actualmente o parque, que comporta um pinheiro do Himalaia,  faia-europeias, plátanos e três enormes segóias tem um belo exemplar de um jardim Japonês .